# Xystrocera violascens
Xystrocera violascens es una especie de escarabajo longicornio del género Xystrocera, categorizada en la tribu Xystrocerini, de la subfamilia Cerambycinae. Fue descrita por Franz en 1942.

## Descripción
Mide 20-36 mm de longitud.

## Distribución
Se distribuye por Camerún, Gabón y Guinea Ecuatorial.